# Eduardo Ramírez Villamizar
Eduardo Ramírez Villamizar (Pamplona, 27 de agosto de 1922-Bogotá, 24 de agosto de 2004) fue un pintor y escultor colombiano. Fue pionero del arte abstracto y minimalista en su país y su obra tuvo un impacto continental. Ocupó el primer lugar del Salón Nacional de Artistas de Colombia en 1959, 1962, 1964 y 1966. Entre sus trabajos más destacados están los murales El Dorado y Mural horizontal, la serie escultórica Recuerdo de Machu-Picchu y sus instalaciones escultóricas monumentales en el espacio público, como 16 torres o Nave espacial.

## Biografía
Ramírez Villamizar nació el 27 de agosto de 1922 en la ciudad colonial de Pamplona, situada en el departamento de Norte de Santander. Nació del matrimonio de Adela Villamizar y Jesús Ramírez Castro, de profesión joyero. Estos tuvieron 11 hijos, de los cuales el escultor fue el menor. Tras la crisis económica de 1929, su familia entró en bancarrota y tuvo que desplazarse a la capital departamental Cúcuta, donde el artista permaneció hasta 1940.
En los años 1940 comenzó a estudiar Arquitectura en la Universidad Nacional de Bogotá. En 1944 cambió de carrera e ingresó a Arte y Decoración y un año más tarde participó en su primera exposición colectiva. Durante esta década realizó la mayoría de sus acuarelas y en 1944 participó con obras elaboradas en esa técnica en su primera exposición colectiva. En 1946 abandonó la acuarela y comenzó a trabajar sobre todo con pintura al óleo.
En 1947 la Universidad del Cauca de Popayán lo invitó a trabajar por siete meses con Edgar Negret. Este le presentó las vanguardias europeas, que había conocido gracias a su colega vasco Jorge Oteiza, quien había ido a Popayán a fundar la Escuela Departamental de Cerámica.
Durante esta etapa su pintura fue figurativa y expresionista, y estuvo marcada por los trabajos de Edvard Munch, Vincent Van Gogh, Georges Rouault y Rufino Tamayo. Realizó obras como Calvario, Lucha de Jacob con el Ángel, Adán, Niño flautista y Girasoles.

### Años 1950
En la década de 1950 se dedicó sobre todo a la pintura y adoptó un estilo abstacto que ya tendía hacia la geometría. También, hizo viajes de formación artística a Europa y Estados Unidos. Entre 1950 y 1952 estuvo en París, donde estudió las obras de Pablo Picasso, Constantin Brâncuși y sobre todo Victor Vasarely, que lo influyeron. A su vez, conoció artistas geométricos vinculados a la galería de Denise René, como Jean Dewasne y Auguste Herbin. “En París murió mi expresionismo”, dijo el autor más tarde, “porque en aquel mundo de equilibrio y sensatez no había lugar para agresividades expresionistas”.
En 1952 realizó una de las primeras muestras de pintura abstracta en una exposición individual en la Biblioteca Nacional. En 1955, la “pintura abstracta” que realizó para el edificio Bavaria fue su primera obra pública.
Entre 1954 y 1956 regresó a París, estuvo también en España e Italia, y residió un año en Nueva York. Durante estos viajes estudió las obras de Fernand Léger, Alexander Calder, Ben Nicholson, Max Bill, Georges Vantongerloo, Antoine Pevsner, Marcel Duchamp, Jean Arp y Robert Jacobsen.
En 1956 el Museo de Arte Moderno de Nueva York adquirió su escultura The black and white painting y en 1958 recibió un premio Guggenheim. El mismo año realizó para la sede del Banco de Bogotá el mural El Dorado. Se trata de un momento clave en su producción artística y también de una obra relevante del arte colombiano por sus dimensiones, por sus alusiones precolombinas (como el uso del pigmento dorado), y por sus ritmos abstractos, inusuales en las obras públicas colombianas.
En 1957 su Composición en ocres fue el primer mural no objetivo en ese país. En 1959 Ramírez Villamizar ocupó el primer puesto del Salón Nacional de Artistas de Colombia con la pintura Horizontal blanco y negro y expuso en la Galería Antonio Souza de Ciudad de México. En este viaje también visitó el sitio precolombino de Tikal, que fue funamental para su paso al relieve en la década siguiente.
En esta década se interesó a su vez por el universalismo constructivo de Joaquín Torres García, una doctrina que lo acercó al arte precolombino, en particular la geometría en la cultura maya.

### Años 1960

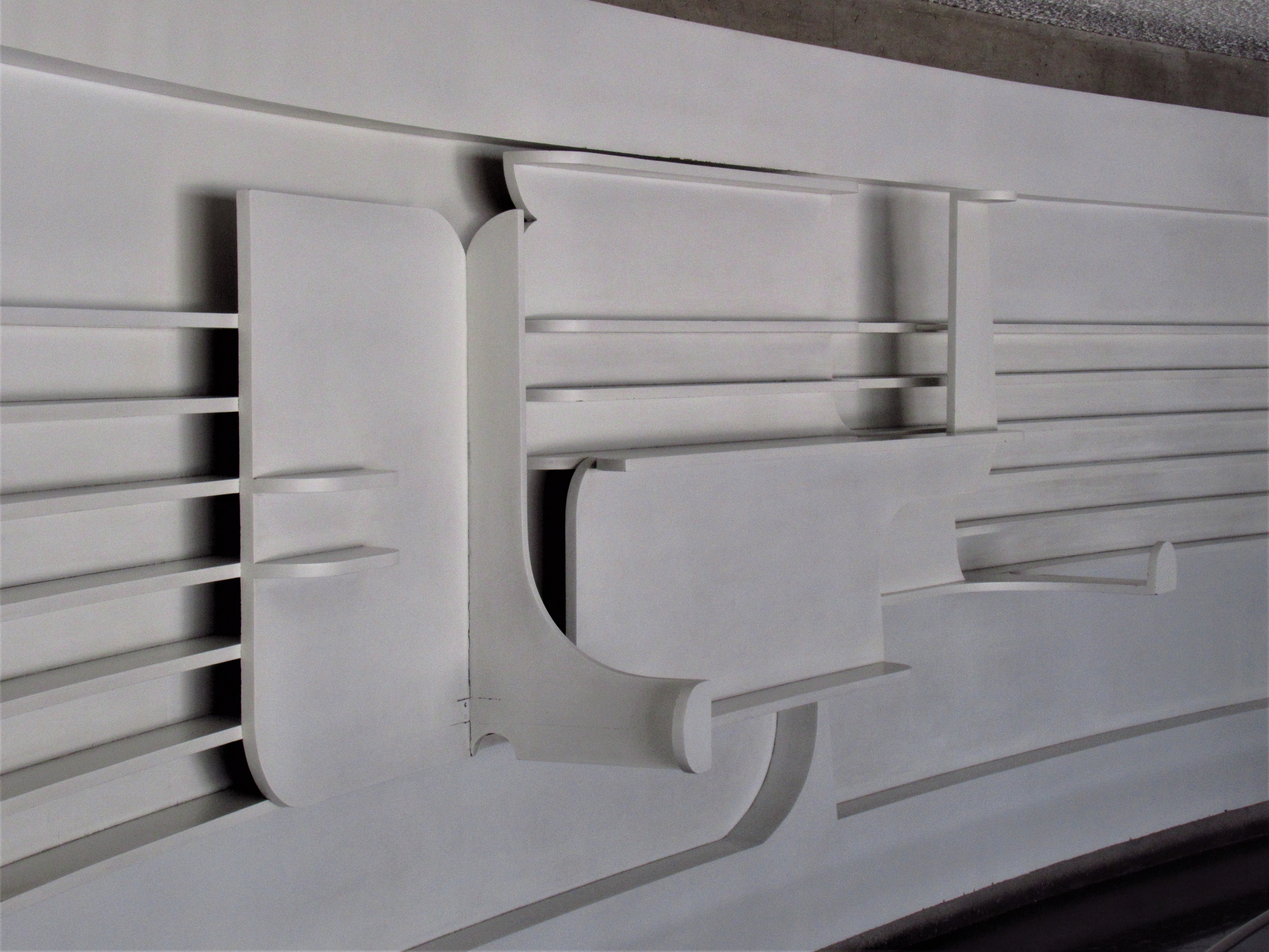
Detalle de Mural horizontal, relieve en la sala de conciertos de la Biblioteca Luis Ángel Arango.

Si durante la década anterior su obra estuvo dominada por la pintura, en los años 1960 su atención se centró en los murales y en los relieves. A su vez, durante estos años ocupó tres veces el primer lugar del Salón Nacional de Artistas de Colombia: en 1962 con Relieve circular, en 1964 con Saludo al astronauta y en 1966 con El río.
En 1960 expuso en la Galería David Herbert de Nueva York y en 1964 participó en la exposición Espíritu Clásico (promovida por la Galería Sidney Jannis) con el relieve blanco Nacimiento de una forma . El mismo año realizó el relieve en concreto Serpiente Precolombiana para la Fábrica de Gaseosas Lux de Cali.
En 1965 elaboró Mural horizontal, un relieve en madera pintada de blanco instalado en la Biblioteca Luis Ángel Arango de Bogotá. Según el crítico de arte Federico Morais, "es la obra más importante de Ramírez Villamizar en ese período y en ese campo" y el historiador austriaco Walter Engel la describió com "una consonancia armoniosa de clásica perfección".
En 1966 participó en la muestra Art of Latin American since Independence, organizada por la Universidad de Yale y la Universidad de Texas, que se presentó en las ciudades norteamericanas de New Haven, Austin, San Francisco, La Jolla y Tucson, y luego también en México. El mismo año, inauguró su primera exposición exclusivamente de escultura en la galería Graham de Nueva York. Durante un año, además, fue docente en la Universidad de Nueva York.
En 1967 realizó los acrílicos Relieve vertical y Relieve horizontal, e instaló en los jardines exteriores del Kennedy Center, en Washington, su obra From Colombia to John F. Kennedy. Del mismo año son Homenaje a Cote Lemus, que se encuentra en el Museo de Bellas Artes de Houston, Hexágono, que se encuentra en la Beach Channel High School de Nueva York, y seis relieves murales situados en el American Bank de Nueva York. En 1968 expuso en el Center for InterAmerican Relations de Nueva York y participó en la muestra South American Sculptors en el Speed Art Museum de Louisville.
En 1969 fue uno de los artistas que representó a Colombia en la exposición South American Art Today del Museo de Arte de Dallas y obtuvo el segundo premio en la V Bienal de São Paulo. El mismo año expuso en la Buchholz Gallerie de Alemania Federal. Fruto de su paso por Brasil y en particular por Río de Janeiro fue la serie de esculturas curvas Recuerdos de Río, que se asemejan a los Bichos y Trepantes de Lygia Clark.

### Años 1970

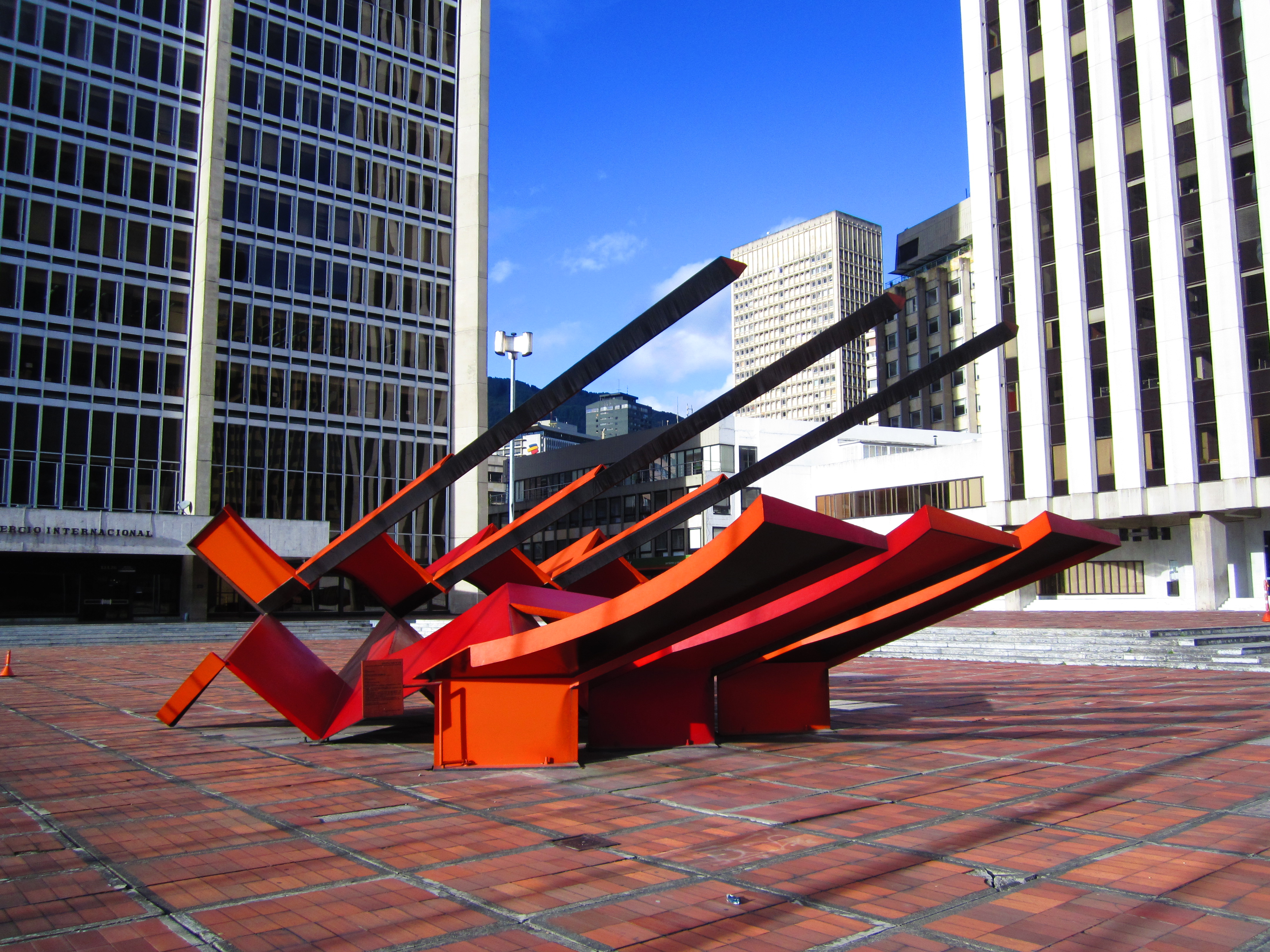
Nave espacial, escultura instlada en el Centro Internacional en 1978.

En los años 1970 logró la definición de un estilo y alcanzó la plena madurez, que se materializó en torres y esculturas monumentales inclinadas y horizontales. En esta década y hasta el final de su carrera se instalaron obras monumentales suyas en plazas, avenidas y parques de ciudades colombianas y estadounidenses.
Durante los primeros años predominaron la línea y el ángulo recto. En 1970 regresó a Nueva York y permaneció dos años en Estados Unidos. En 1971, participó en un Simposio Internacional de Escultura en Vermont con 4 torres, un conjunto de torres de concreto armado. Esta fue la primera cuatro esculturas públicas de gran formato que le encargaron en Estados Unidos, qwue consisten en  módulos rectangulares que se repiten, ordenan y yuxtaponen.
En 1972 el Museo de Arte Moderno de Bogotá realizó una exposición retrospectiva con obras desde 1945 hasta ese año. En 1972 realizó a su vez Columnata para el Fort Tryon Park, en el norte del Upper Manhattan. Esta también está compuesta por torres de concreto, pero dispuestas linealmente y unidas en una forma serpentina continua
En 1974 se instaló en Suba y le donó a Bogotá 16 Torres, una escultura modular monumental compuesta por ese número de torres de concreto, instaladas un año más tarde en la parte alta del parque nacional de esa ciudad.
En 1976 participó con seis esculturas de metal pintado con esmaltes rojo y negro en la XXXVII Bienal de Venecia. En 1978 se instaló en el edificio Fabricato de Medellín su escultura monumental Muro abriéndose y un año más, en el Centro de Convenciones de Bogotá, su escultura de metal pintado Nave espacial.
Entre 1977 y 1979 siguió haciendo esculturas de metal pintado con esmaltes, que adoptaron formas inspirados en temas de la naturaleza y llevaron títulos como Caracol pájaro, Caracol flor, Caracol escalera, Construcción cangrejo, Flor blanco y negro, Rosa náutica. A su vez recibió en 1978 la Cruz de Boyacá y un año más tarde la Medalla de Colcultura y la Medalla José Eusebio Caro.

### Años 1980

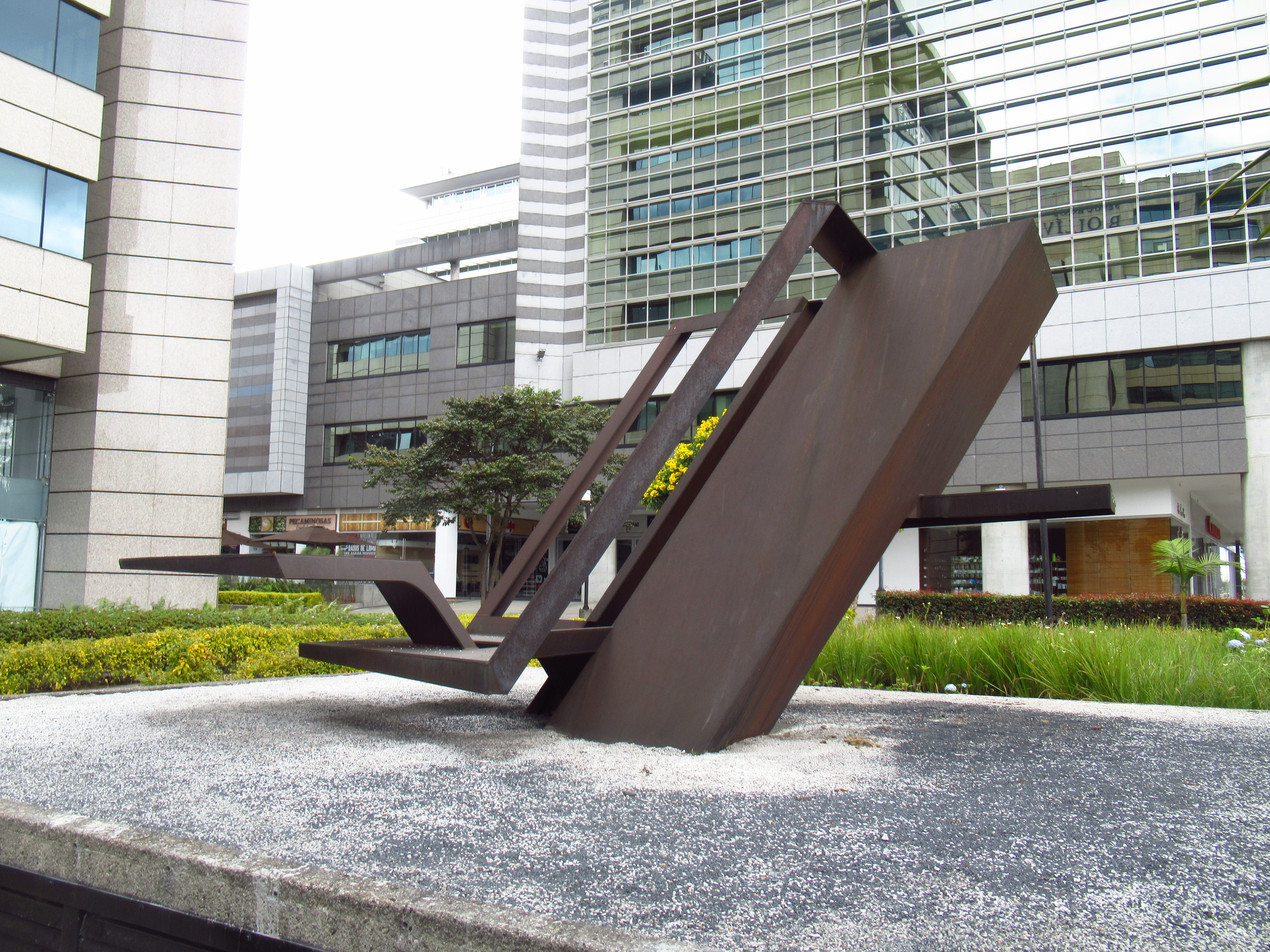
Puerta de Machu Picchu, escultura de hierro elaborada en 1984 como parte de la serie Recuerdos de Machu Picchu.

A comienzos de los años 1980 realizó nuevas esculturas de líneas rectas y piezas de escasa altura. A su vez, participó en varias exposiciones colectivas en Colombia y otros países. A finales de esa década y principios de los noventa adelantó obras de madera, como la maqueta de El templo de las leyes, un homenaje a Francisco de Paula Santander.
En 1981 el Museo Window South de Glendale adquirió Ammonita fosil. En 1983 visitó la ciudad inca de Machu Picchu. De sus puentes, canales de irrigación, terrazas y muros de piedra con sillares aparejados surgió la serie Recuerdos de Machu Picchu, que incluye obras como Acueducto, Plaza ceremonial, Terrazas, Torre, Templo, Puerta, Traje ceremonial y Máscara. A diferencia de las anteriores, estas obras no están pintadas, lo cual refleja el anhjelo de aceptar las esculturas "van a desaparecer al igual que todo".
En 1984, la escultura Custodia homenaje fue instalada en la Catedral de Pamplona. En 1985 participó en la exposición Five Colombian Masters junto con Obregón, Grau, Botero y Negret en el Museo de Arte de las Américas de Washington, relaizó la muestra Recuerdos de Machu Picchu en el Museo de Arte de la Universidad Nacional de Bogotá y la Biblioteca Luis Ángel Arango organizó la retrospectiva 'El espacio en forma. Eduardo Ramírez Villamizar. Retrospectiva 1945 - 1985', con un centenar de obras suyas.

### Años 1990 y 2000

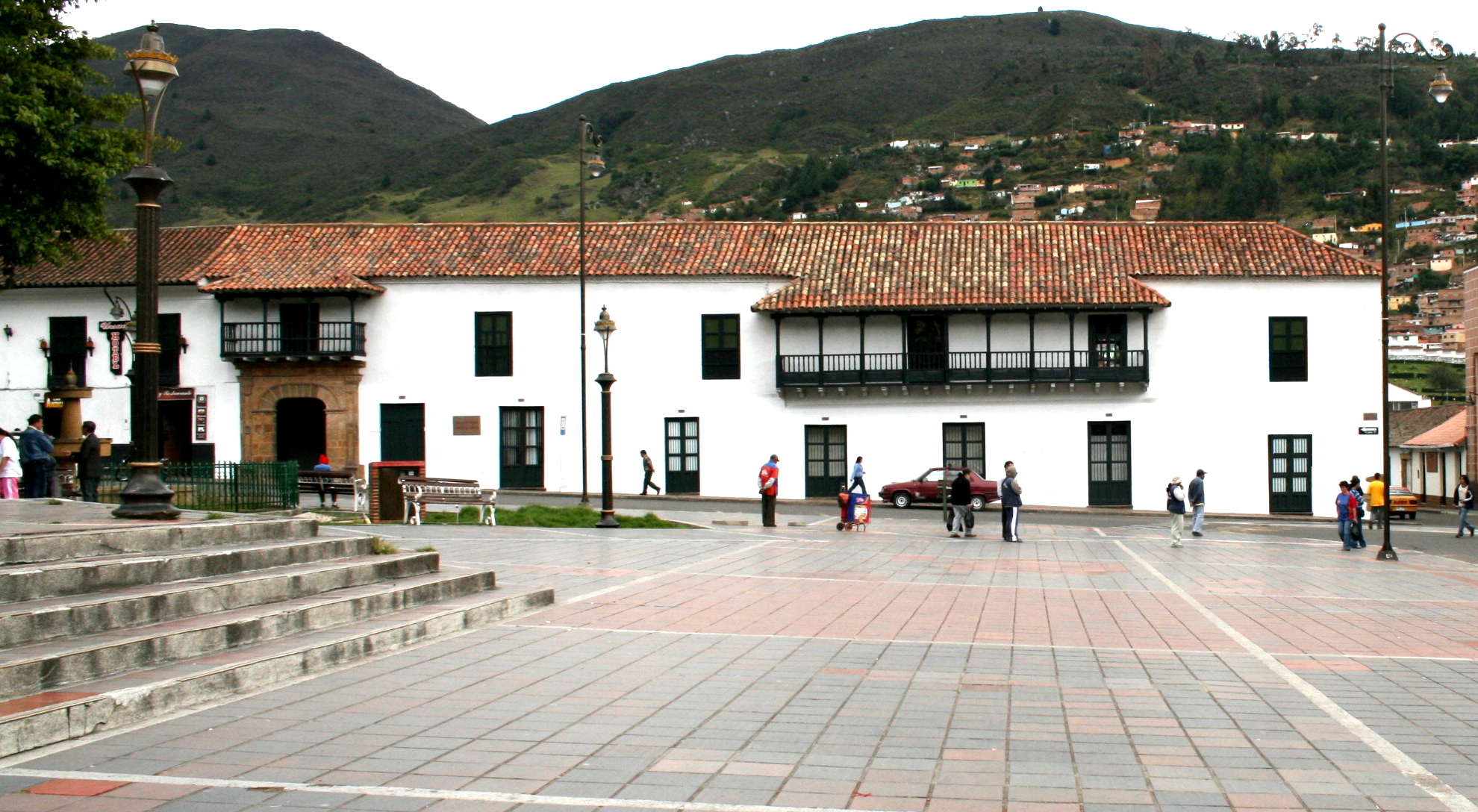
Fachada del Museo de Arte Moderno Ramírez Villamizar, inaugurado en 1990 en el centro histórico de Pamplona.

En 1990 donó más de cuarenta obras para el museo homónimo Museo Ramírez Villamizar, que está dedicado a su obra, que fue inaugurado ese año en su ciudad natal Pamplona.
En 1993 fue nombrado Doctor Honoris Causa en la Universidad Nacional de Colombia y condecorado por Venezuela con la Orden Francisco de Miranda.
En 1994 donó la escultura Doble Victoria Alada para la Avenida El Dorado en Bogotá. El mismo año instaló en el campus de la Universidad Industrial de Santander, en Bucaramanga, las obras Caracol y Camino Geométrico. A su vez, el gobierno de César Gaviria le otorgó la Cruz de Boyacá durante la inauguración del Museo Iberoamericano de Arte Moderno.
En 1999 el Instituto Italo - Latino Americano inauguró en Roma la muestra Eduardo Ramírez Villamizar: Ordinamento Geométrico de ll’immaginazione, el Museo Nacional de Colombia realizó la exposición Eduardo Ramírez Villamizar Pintor y fue seleccionado por El Tiempo como una de la cien personalidades colombianas del siglo XX.
En 2002 realizó la exposición Relieves en la galería Diners de Bogotá, presentó una gran muestra en la Universidad de Antioquia y recibió la Orden de Boyacá.
En abril de 2004 se inauguró en el Museo de Arte Moderno de Bogotá una exposición retrospectiva. El mismo año la escultura monumental de hierro oxidado Torre de luz fue instalada en la Universidad de Antioquia. Murió el 24 de agosto de ese año en Bogotá. Desde el 22 de septiembre de 2004, sus cenizas están depositadas al pie del magnolio centenario, en el patio central del Museo de Arte Moderno Ramírez Villamizar.

## Obra
Ramírez Villamizar es catalogado como un artista constructivo. Su obra se centra en la forma, por lo que la idiosincrasia del autor y sus coyunturas personales se encuentran en segundo plano. Con pocas excepciones, solo usó colores primarios y 'no colores' (negro y blanco). A su vez, los materiales fueron secundarios o accesorios y trabajó con madera, plástico, cartón, mármol, acero o aluminio, según las circunstancias geográficas o las posibilidades económicas.
En las décadas de 1940 y 1950 realizó sobre todo pinturas que evidencian el paso de la figura a la abstracción, del expresionismo a la geometría y del color al plano. En los años 1960 diversificó sus materiales y se concentró en los murales y relieves. Y en los años 1970 y 1980, ya en su madurez artística, realizó grandes obras monumentales con torres y esculturas inclinadas y horizontales, así como grandes estructuras de hierro.
Pese a su "máxima simplicidad", sus obras buscan realizar amplias síntesis y el propio artista las comparó con la poesía haikai. “Con mi escultura quiero decir algo que sea entendido rápidamente, que el espectador lea casi instantáneamente como un poema japonés. Quiero concentrar en una frase todo lo que tengo dentro de mí”, dijo.
Entre sus obras más destacadas se encuentra las que ganaron el primer puesto en el Salón de Artistas de Colombia: Horizontal blanco y negro, Relieve circular, Saludo al astronauta y El río, así como los relieves El Dorado, que realizó en 1957 para la sede modernista del Banco de Bogotá, y Mural horizontal, en la sala de conciertos de la Biblioteca Luis Ángel Arango.
En los años 1970, son relevantes a su vez las seis esculturas con las que participó en la XXXVII Bienal de Venecia, pues fue durante su elaboración que abandonó la línea y el ángulo recto, que predominaron durante los primeros años. En palabras del propio Ramírez Villamizar, "de pronto todo se inclinó, y los que eran ángulos rectos se convirtieron en de 30 grados, se abrieron los ángulos o se cerraron, y entonces mi mundo cambió muchísimo, se abrieron un sinfín de posibilidades, de expresiones que antes estaban un poco quietas".
En los años 1980 fue clave el viaje al sitio precolombino de Machu Picchu, pues descubrió que "a través del óxido del metal las esculturas adquirieron diferentes matices que me interesaron profundamente por su conexión con el proceso de lo orgánico, con su desenlace: la muerte, puesto que trabajo con láminas que se van oxidar, que se van a volver polvo (...). Así descubrí que era una tontería afanarme por eso, porque uno se va primero que las esculturas y éstas al final van a desaparecer al igual que todo, de manera que es mejor aceptar el cumplimiento de su ciclo vital".

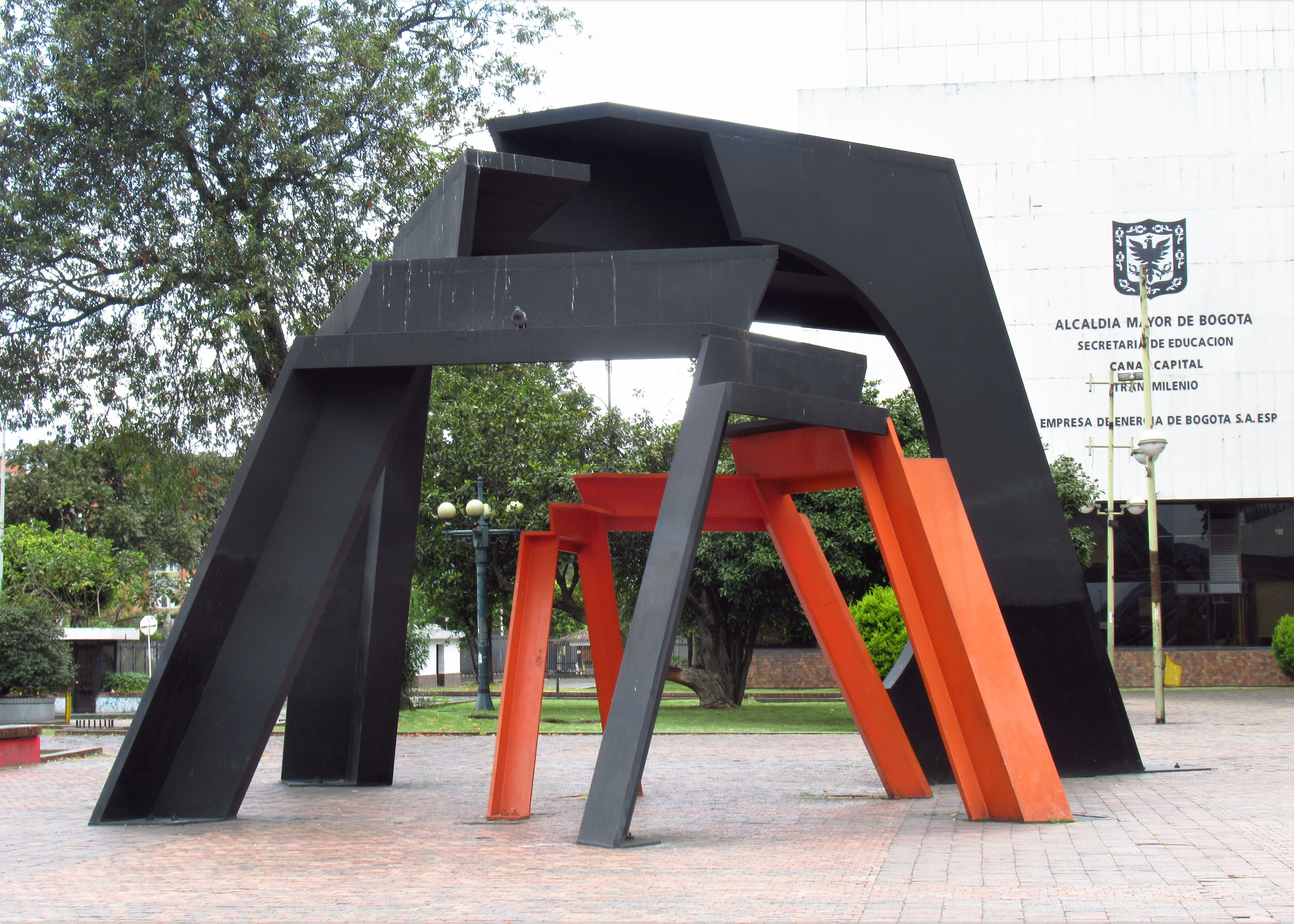
Caracol en crecimiento ilimitado, escultura de hierro en la avenida El Dorado de Bogotá.

### En el espacio público
Varias de sus obras se encuentran en parques, plazas y alamedas de diferentes ciudades. Al respecto, el propio Ramírez Villamizar afirmó: “Durante mucho tiempo pensé que valía la pena hacer grandes obras, para que se salieran de los museos y de las colecciones particulares para integrarse a la ciudad y al campo y con las cuales la gente pudiera casi interactuar. He tenido la suerte de que muchos de mis proyectos para esculturas monumentales pasaran de maquetas a ser arte de grandes dimensiones”.
En 1972, su obra monumental Columnata fue instalada al norte de Nueva York y el mismo año 1972 realizó sus Dieciséis Torres de concreto en los Cerros Orientales de Bogotá. Esta es una de sus obras más importantes, siento una síntesis de su obra espacial que además retoma elementos de los templos góticos y de la antigüedad clásica, como el Partenón, y alberga semejanzas con otras obras urbanas contemporáneas, como las Torres de Satélite de Mathias Goeritz y Luis Barragán.
En 1978 instaló en Medellín su obra Muro abriéndose y un año más en Bogotá la obra Nave espacial. Siete años más tarde, en 1985 se instalaron en la avenida El Dorado las obras Caracol en crecimiento limitado y Doble Victoria Alada. En 1990 se instaló frente al World Trade Center de la calle 100 su obra de hierro oxidado Espejo de la Luna. En 2000 su obra Pórtico fue instalada en la esquina suroccidental del Parque Tercer Milenio y el 20 de diciembre de 2001 se instaló en la recién inaugurada Biblioteca Virgilio Barco su Homenaje Muisca.